# تروي هويت
تروي هويت (بالإنجليزية: Troy Hewitt)‏ (10 فبراير 1990 بنيوهام في المملكة المتحدة - ) هو لاعب كرة قدم بريطاني في مركز الهجوم. لعب مع كولتشستر يونايتد وكوينز بارك رينجرز ونادي بوري ونادي والسول وIlford F.C. ‏ وداغنهام وريدبريدج وHarrow Borough F.C. ‏.

## وصلات خارجية
- تروي هويت على موقع قاعدة بيانات كرة القدم.إي يو (الإنجليزية)
- تروي هويت على موقع Soccerbase.com (لاعب) (الإنجليزية)